# Campeonato Europeo de Hockey Sala
El Campeonato Europeo de Hockey Sala (oficialmente, en inglés: EuroHockey Indoor Nations Championship) es un torneo entre selecciones de hockey sala organizado por la Federación Europea de Hockey desde 1974. Se disputa en categoría masculina y femenina.

## Historia
La primera edición se disputó en 1974 en Berlín, Alemania Federal. Participaron seis selecciones masculinas, con triunfo final de la nación anfitriona, por delante de los Países Bajos, Suiza, Escocia, Bélgica y Austria. En el Campeonato Europeo de 1991 se amplió en número de participantes a ocho. Para dar cabida a más selecciones, en 1997 se creó un Campeonato Europeo de segunda categoría, originalmente denominado Eurohockey Indoor Nations Trophy. En 2003 se introdujo una tercera categoría (originalmente, Eurohockey Indoor Nations Challenge) e incluso se disputó una cuarta división (Eurohockey Indoor Nations Challenge II) en la edición de 2010. Alemania es el equipo más laureado de la historia del torneo con 15 victorias en 18 ediciones.

## Sistema de competición
El Campeonato Europeo se disputa cada dos años en una sede por designación. Participan asociaciones nacionales adheridas a la Federación Europea de Hockey. Debido al gran volumen de equipos participantes, el torneo se estructura en distintas categorías o divisiones, con un sistema de ascensos y descensos al término de cada edición.
El sistema de competición es el mismo en categoría femenina y masculina. En una primera fase, los ocho equipos participantes se dividen por sorteo en dos grupos de cuatro equipos, enfrentándose todos contra todos según un sistema de liga, a partido único. Se otorgan los siguientes puntos según el resultado de cada partido: tres puntos al vencedor, un punto a cada equipo por empate y cero puntos para el perdedor. 
En cada grupo los equipos se clasifican según el número de puntos acumulados:
- Los dos primeros de cada grupo compiten por el título, en eliminatorias directas a partido único (semifinal y final).
- Los dos últimos clasificados de cada grupo disputan otra liguilla para determinar su clasificación final. Los dos últimos clasificados de esta liguilla son relegados a la siguiente edición Campeonato Europeo de segunda categoría, del que ascienden, recíprocamente, los dos mejores equipos.

## Palmarés
| Año  | Sede          | Oro              | Plata           | Bronce          |
| ---- | ------------- | ---------------- | --------------- | --------------- |
| 1974 | Berlín        | Alemania Federal | Países Bajos    | Suiza           |
| 1976 | Arnhem        | Alemania Federal | Bélgica         | Países Bajos    |
| 1980 | Zúrich        | Alemania Federal | Países Bajos    | Escocia         |
| 1984 | Edimburgo     | Alemania Federal | Inglaterra      | Países Bajos    |
| 1988 | Viena         | Alemania Federal | Francia         | Austria         |
| 1991 | Birmingham    | Alemania         | Inglaterra      | Escocia         |
| 1994 | Bonn          | Alemania         | Inglaterra      | República Checa |
| 1997 | Liévin        | Alemania         | República Checa | Dinamarca       |
| 1999 | Slagelse      | Alemania         | Polonia         | Suiza           |
| 2001 | Lucerna       | Alemania         | España          | Polonia         |
| 2003 | Santander     | Alemania         | España          | Suiza           |
| 2006 | Eindhoven     | Alemania         | Polonia         | España          |
| 2008 | Ekaterimburgo | Rusia            | Alemania        | Austria         |
| 2010 | Almere        | Austria          | Rusia           | Países Bajos    |
| 2012 | Leipzig       | Alemania         | República Checa | Austria         |
| 2014 | Viena         | Alemania         | Austria         | Rusia           |
| 2016 | Praga         | Alemania         | Austria         | Rusia           |
| 2018 | Amberes       | Austria          | Bélgica         | Alemania        |